# 昂西讷
昂西讷（法語：Ancinnes，法語發音：[ɑ̃sin]）是法国萨尔特省的一个市镇，属于马梅尔斯区。

## 地理
昂西讷（48°22'3"N, 0°10'35"E）面积27.21 平方千米，位于法国卢瓦尔河地区大区萨尔特省，该省份为法国西北部内陆省份，北起顺时针与奥恩省、厄尔-卢瓦省、卢瓦-谢尔省、安德尔-卢瓦尔省、曼恩-卢瓦尔省和马耶讷省接壤，是法国大西部的入口，连接卢瓦尔河谷、布列塔尼和巴黎盆地。
与昂西讷接壤的市镇（或旧市镇、城区）包括：圣雷米迪瓦勒、鲁瓦堡、尚弗勒尔、谢里赛、索努瓦地区利韦、卢维尼、索努瓦地区讷沙泰勒、鲁埃塞方丹、佩尔塞涅新城。

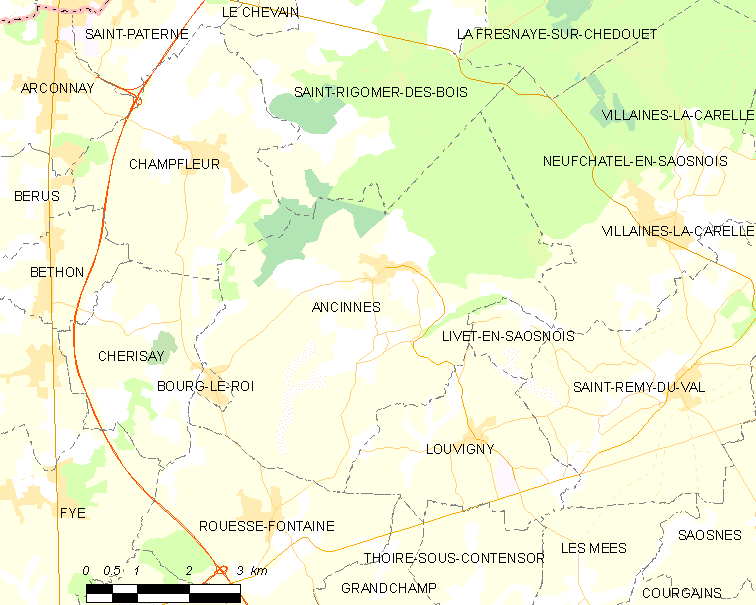
昂西讷的OSM定位图

昂西讷的时区为UTC+01:00、UTC+02:00（夏令时）。

## 行政
昂西讷的邮政编码为72610，INSEE市镇编码为72005。

## 政治
昂西讷所属的省级选区为锡耶勒纪尧姆县。

## 人口

1962-2008年间昂西讷人口变化图示

昂西讷于2022年1月1日时的人口数量为917人。